# رود خانقاه
رود خانقاه (به لاتین: Khanaka) یک رود در تاجیکستان است که در ناحیه‌های تابع جمهوری واقع شده‌است.